# Apaixonando Você
Apaixonando Você é o nono álbum de estúdio da dupla sertaneja Rayssa & Ravel, lançado em 2005 pela gravadora MK Music.
Primeiro disco da dupla produzido por Melk Carvalhêdo desde Só Pra Te Amar (2000), marcou o retorno da dupla ao repertório sertanejo depois de dois discos totalmente dedicados ao pentecostal e reúne apenas músicas românticas. Entre elas, são sete composições autorais, além de letras de Edeny Maria Alves, Vanilda Bordieri, Ronaldo Martins, Joran e uma parceria de Samuel e Irineu.
Apaixonando Você dividiu opiniões da mídia especializada, embora tenha sido um sucesso comercial. Anos depois, o álbum foi recebendo críticas mais favoráveis e foi eleito o 99º melhor álbum dos anos 2000 em lista divulgada pelo Super Gospel. Por vender mais de 50 mil cópias, rendeu um disco de ouro da ABPD. Em 2006, após lançar o projeto, a dupla venceu o Troféu Talento na categoria Melhor Dupla.

## Antecedentes
Durante a década de 1990, o trabalho de Rayssa & Ravel esteve caracterizado pela parceria com o produtor e multi-instrumentista Melk Carvalhêdo, que esteve responsável pela direção musical da maioria dos álbuns de sucesso da dupla, como Nascer de Novo (1994), Mundo Colorido (1995) e Chuva de Felicidade (1996), além de dois álbuns solo de Rayssa e dois trabalhos de Ravel. Quando os músicos assinaram com a gravadora MK Music, afastaram-se da parceria com Melk, trabalhando com vários produtores. Carvalhêdo ainda chegou a gravar com a dupla em algumas faixas de Só Pra Te Amar (2000), que também conteve canções produzidas por Emerson Pinheiro.
Após dois discos com Jairinho Manhães, a dupla procurou Melk novamente para um trabalho sertanejo de teor exclusivamente romântico. Rayssa & Ravel já tinha experiência com canções desta tônica, tendo ganhado sucesso com "O Amor", do álbum Nascer de Novo, além da participação recorrente nos álbuns da série Amo Você, da gravadora MK. Em 2010, em entrevista ao Gospel no Divã, Rayssa comentou a iniciativa de se fazer um projeto apenas romântico:

Acho que nós somos os únicos cantores que tiveram a ousadia e a coragem de gravar um CD só romântico. Deu tão certo que nós fizemos dois da faixa 01 a 13 todo romântico.— Rayssa, em 2010, em entrevista.

## Lançamento e recepção
| Críticas profissionais | Críticas profissionais |
| Avaliações da crítica  | Avaliações da crítica  |
| Fonte                  | Avaliação              |
| ---------------------- | ---------------------- |
| Super Gospel           | [ 6 ]                  |
| Universo Musical       | (desfavorável)         |

Apaixonando Você foi lançado em abril de 2005 pela gravadora MK Music e vendeu mais de 50 mil cópias, o que rendeu uma certificação de disco de ouro da Associação Brasileira de Produtores de Disco (ABPD) em 2007. Além disso, a obra rendeu dois videoclipes, das canções "Canção do Meu Amado" e "Amor Provado", a carro-chefe da obra.
Apesar do sucesso comercial, a recepção da crítica na ocasião do lançamento foi predominantemente negativa. Em texto do Universo Musical, foi defendido que os músicos "acabaram perdendo a originalidade ao mergulhar fundo demais no pop secular". Também em 2005, Luiz Fernando Martins, em crítica para o Super Gospel, defendeu que o projeto é incomum no cenário evangélico por ser totalmente romântico, embora esteja dentro do território artístico de Rayssa & Ravel. Segundo o autor, "nem todos os evangélicos curtem o trabalho da dupla, por achar ruim a marca impressa por eles" pela influência romântica, e afirmou que "esperamos que este CD seja realmente uma exceção".
Com o passar dos anos, a obra recebeu avaliações mais favoráveis. Em 2017, a partir de uma retrospectiva da discografia da dupla, o Super Gospel defendeu que Apaixonando Você foi o maior álbum da dupla na década de 2000, com a retomada da parceria com Carvalhêdo. Com cotação de 4 de 5 estrelas, a crítica afirmou que a obra "resgatou parte do que o tornaram uma dupla sertaneja". Foi eleito o 99º melhor álbum dos anos 2000 pelo Super Gospel, sendo o único álbum da dupla deste período no ranking. No Troféu Talento 2006, Rayssa & Ravel venceu na categoria Melhor Dupla.
Em 2007, Rayssa & Ravel lançou uma versão em espanhol do álbum, chamada Enamorándote, com pequenas diferenças quanto à lista de faixas original. Em 2009, a dupla produziu Apaixonando Você Outra Vez, uma continuação do projeto.

## Faixas
A seguir lista-se as faixas, compositores e durações de cada canção de Apaixonando Você, segundo o encarte do disco.
| N.º            | Título                | Compositor(es)       | Duração |  |
| 1.             | "Canção do Meu Amado" | Rayssa Ravel         | 4:55    |  |
| 2.             | "Apaixonando Você"    | Edeny                | 3:59    |  |
| 3.             | "Amor Provado"        | Rayssa Ravel Joran   | 3:54    |  |
| 4.             | "Saudade"             | Rayssa Ravel         | 2:53    |  |
| 5.             | "Você"                | Rayssa Ravel         | 3:24    |  |
| 6.             | "Universo do Amor"    | Vanilda Bordieri     | 4:44    |  |
| 7.             | "Amo"                 | Rayssa Ravel         | 4:19    |  |
| 8.             | "Nosso Amor"          | Rayssa Ravel         | 2:49    |  |
| 9.             | "Importante para Mim" | Irineu Samuel Santos | 4:25    |  |
| 10.            | "Amar Você"           | Rayssa Ravel         | 3:40    |  |
| 11.            | "Foi Você"            | Rayssa Ravel Joran   | 3:52    |  |
| 12.            | "Uma História Nova"   | Ronaldo Martins      | 4:19    |  |
| Duração total: | Duração total:        | Duração total:       | 47:17   |  |